# Теодосије Луковић
Теодосије А. Луковић (Кнић, 2. септембар 1883 — Београд, 19. јул 1965) био је српски и југословенски официр, дивизијски генерал Југословенске војске, учесник Балканских ратова, Првог светског рата и Априлског рата.
У Априлском рату 1941. био је командант Команде територијално ваздушне одбране. Заробљен је у Сарајеву и одведен у немачко заробљеништво. После рата вратио се у земљу, а умро је 19. јула 1965. године у Београду.
Међу више домаћих и страних ратних и мирнодопских одликовања добио је Орден Карађорђеве звезде са мачевима IV реда и Орден Карађорђеве звезде.